# Coffea perrieri
Coffea perrieri là một loài thực vật có hoa trong họ Thiến thảo. Loài này được Drake ex Jum. & H.Perrier mô tả khoa học đầu tiên năm 1910.